# Чернышевское сельское поселение (Татарстан)
Чернышевское се́льское поселе́ние — муниципальное образование в Высокогорском районе Татарстана Российской Федерации.
Административный центр — деревня Чернышевка.

## История
Статус и границы сельского поселения установлены Законом Республики Татарстан от 31 января 2005 года № 20-ЗРТ «Об установлении границ территорий и статусе муниципального образования "Высокогорский муниципальный район" и муниципальных образований в его составе».

## Население
| 2010  | 2011  | 2012 | 2013 | 2014  | 2015  | 2016  |
| ----- | ----- | ---- | ---- | ----- | ----- | ----- |
| 986   | ↗987  | ↘985 | →985 | ↗1006 | ↗1037 | ↗1083 |
| 2017  | 2018  |      |      |       |       |       |
| ↗1125 | ↗1195 |      |      |       |       |       |

## Состав сельского поселения
| № | Населённый пункт | Тип населённого пункта          | Население |
| - | ---------------- | ------------------------------- | --------- |
| 1 | Ивановка         | деревня                         |           |
| 2 | Каймары          | село                            |           |
| 3 | Новое Мамонино   | деревня                         |           |
| 4 | Старая Тура      | деревня                         |           |
| 5 | Чернышевка       | деревня, административный центр |           |
| 6 | Шушары           | деревня                         |           |